# Dos guitarras flamencas
Dos guitarras flamencas en stereo (Dwóch gitarzystów flamenco w stereo) – pierwszy z trzech kolaboracyjnych albumów duetu Paco de Lucía i Ricardo Modrego.
De Lucía i Modrego spotkali się podczas pracy z José Greco, impresario i tancerzem flamenco. Podczas światowego tournée skomponowali oni większość materiału na LP. Kiedy ostatecznie wrócili do Madrytu, zaczęli namawiać lokalne wytwórnie płytowe do współpracy, ale bez sukcesu. Okazało się jednak, że ojciec Modrego zna Ricardo Fernándeza de la Torre pracującego w Philips Music doszło do kolaboracji.
Niestety nie byli w stanie sobie zapewnić czasu w studiu nagraniowym i byli zmuszeni do nagrywania w gorszych warunkach w domu Ricardo, ale odrzucili ten materiał. Sześć godzin po pozbyciu się taśmy muzycy otrzymali telefon by przyjść następnego dnia (11 lutego 1964) i podpisać dwuletnią umowę współpracy, która otworzyła drzwi do wielkiej kariery Paco.
Rejestrowanie materiału trwało dwa dni, sześć utworów na dobę, i jedynie na dwóch ścieżkach. W związku z ówczesnymi limitami w studiu, nie było żadnych cięć, co oznaczało, że każdy błąd, czy problem ze sprzętem nagraniowym powodował przymus ponownego zaczęcia procesu nagrywania od początku.
Urządzenia stereofoniczne były nadal nowinką techniczną, nie mając żadnego odtwarzacza stereo byli niezadowoleni z tego jak na ich monofonicznym sprzęcie płyta brzmi. Modrego był zmuszony wypożyczyć odpowiednią aparaturę do właściwego wydobycia dźwięków.

## Lista utworów
| 1.  | "Jerez en fiestas"      | 3:53  |
|     |                         |       |
| 2.  | "En la Alcazaba"        | 4:58  |
|     |                         |       |
| 3.  | "Gaditanas"             | 3:43  |
|     |                         |       |
| 4.  | "Tientos del amanecer"  | 4:12  |
|     |                         |       |
| 5.  | "Guajira flamenca"      | 3:50  |
|     |                         |       |
| 6.  | "Real de la feria"      | 2:49  |
|     |                         |       |
| 7.  | "Taconeo gitano"        | 3:01  |
|     |                         |       |
| 8.  | "Sortilegio"            | 4:18  |
|     |                         |       |
| 9.  | "Seguiriya tradicional" | 4:09  |
|     |                         |       |
| 10. | "Entre arrayanes"       | 3:47  |
|     |                         |       |
| 11. | "Fuente de Carmona"     | 4:18  |
|     |                         |       |
| 12. | "La caleta"             | 3:42  |
|     |                         |       |
|     |                         | 46:40 |
|     |                         |       |

## Muzycy
- Paco de Lucía – gitara flamenco
- Ricardo Modrego – gitara flamenco